# لامبرت‌ویل (میشیگان)
لامبرت‌ویل (به انگلیسی: Lambertville) یک منطقهٔ مسکونی در ایالات متحده آمریکا است که در شهرستان مونرو، میشیگان واقع شده‌است. لامبرت‌ویل ۱۵٫۸ کیلومتر مربع مساحت و ۹٬۹۵۳ نفر جمعیت دارد و ۲۰۴ متر بالاتر از سطح دریا واقع شده‌است.